# 王寺賢太
王寺 賢太（おうじ けんた、1970年 - ）は、日本のフランス文学・思想研究者、東京大学教授。専門は、ルソー、モンテスキュー、ディドロなどの18世紀フランス思想。また、アルチュセール、フーコーなどの20世紀思想についても論じる。

## 経歴
ドイツ連邦共和国デュッセルドルフ生まれ、北九州市八幡に育つ。武蔵高等学校卒、1992年東京大学文学部仏語仏文学専修課程卒業。1993年ストラスブール第2大学大学院修士課程（近代文学）入学。1995年パリ第7大学高等研究課程修了。1996年東京大学大学院人文社会系研究科修士課程修了。2000年東京大学大学院人文社会系研究科博士課程単位取得退学。2012年、パリ西大学にて博士号（フランス文学）取得。2005年京都大学人文科学研究所助教授。2019年東京大学人文社会系研究科仏文科准教授。2023年教授。
パリ西大学に提出した博士論文（『近代ヨーロッパの中の居心地の悪さ（Malaise dans l’Europe moderne. Aux origines de l’Histoire des deux Indes de Guillaume-Thomas Raynal）』）では、レナル（およびディドロ）の歴史書『両インド史』を論じた。
学生時代は、塩川徹也、ジョルジュ・ベンレカッサの指導を受けた他、柄谷行人の自主ゼミに出席。天皇が死んだら挽歌を読むと雑誌で発言した中上健次を問い詰めたことがある。

## 著作

### 単著
- 『消え去る立法者――フランス啓蒙における政治と歴史』名古屋大学出版会、2023年

### 共編著
- Éprouver l’universel: Essai de géophilosophie（共著）Paris, Kimé, 1999年
- 『脱原発「異論」』（絓秀実、市田良彦、小泉義之、長原豊共著、作品社、2011年）
- 『債務共和国の終焉――わたしたちはいつから奴隷になったのか』（市田良彦、小泉義之、長原豊共著、河出書房新社、2013年）
- 『現代思想と政治――資本主義・精神分析・哲学』（市田良彦共編、平凡社、2016年）
- 『〈ポスト68年〉と私たち――「現代思想と政治」の現在』（市田良彦共編、平凡社、2017年）
- 『〈68年5月〉と私たち――「現代思想と政治」の系譜学』（立木康介共編、読書人、2019年）
- 『フーコー研究』（小泉義之、立木康介編、岩波書店、2021年）

### 訳書
- ドニ・ディドロ『運命論者ジャックとその主人』田口卓臣共訳）白水社、2006年
- ミシェル・フーコー『カントの人間学』新潮社、2010年
- ルイ・アルチュセール『政治と歴史政治と歴史――エコール・ノルマル講義1956-1972』（市田良彦共訳）平凡社、2015年
- ジャンルイジ・ゴッジ『ドニ・ディドロ、哲学者と政治――自由な主体をいかに生み出すか』（逸見龍生・福田真希・川村文重共訳、監訳・解題）勁草書房、2015年

## 論文
- 国立情報学研究所収録論文 国立情報学研究所